# Il vegano
Il vegano  è un racconto di fantascienza umoristica di Eric Frank Russell. Venne pubblicato per la prima volta in lingua originale nell'aprile del 1956 sulla rivista Astounding Science Fiction.

## Trama
Harasha Vanash, un alieno, arriva sulla Terra con l'intento di acquisire le informazioni necessarie da trasmettere al suo popolo, i Vegani, per conquistarla.
Egli ha il potere di influenzare le menti delle creature che gli sono intorno facendogli credere quello che vuole, al fine di passare indisturbato tra la gente, ma ha alcuni limiti che ha imparato a gestire in precedenti cinquanta mondi ostili.
Però, per sopravvivere durante questa sua permanenza sulla Terra, sente la necessità di ottenere denaro in sufficiente quantità ed in modo rapido, quindi giunge alla conclusione di dover rapinare una banca.
Eseguito con successo il colpo, la polizia dovrà riuscire a scovare il ladro basandosi su testimonianze affidabili ma contraddittorie, costringendo Eddie e Harrison a elaborare strategie diverse per venirne a capo.

## Personaggi principali
- Harasha Vanash, il vegano
- William Jones, "berretto a visiera"
- Burge Kimmelman, rappresentante di vernici
- Edward G. Rider "Eddie", l'investigatore grassone
- Harrison, capitano di polizia
- Ashcroft, un teste, cassiere di banca
- Letheren, un teste, cassiere della Dakin
- Jim Kastner, agente di polizia

## Edizioni delle raccolte in italiano
Il racconto Il vegano è stato inserito nelle seguenti raccolte in italiano:
- 1967 - Le strade dell'invasione
- 1978 - Questa notte attenti agli UFO
- 1995 - Millemondi Estate 1995